# Originalité
L’originalité est le caractère que présente une œuvre lorsqu'elle porte l'empreinte de la personnalité de son auteur. Elle se distingue de ses copies, contrefaçons et des œuvres dérivées. Une telle œuvre a un style et une substance unique.
Le terme d'originalité est souvent appliqué en complément de la créativité de l'artiste, de l'écrivain ou du penseur.

## Histoire de la notion
La notion d'originalité a été inventée par le romantisme.
Le concept d'originalité est culturellement contingent. Il est devenu un idéal dans la société occidentale à partir du XVIIIe siècle,. À l'inverse, à l'époque de Shakespeare il était commun d'apprécier la similarité avec une œuvre classique et Shakespeare lui-même évitait toute intervention non-nécessaire,.

## Droit d'auteur
Le concept d'originalité est un préalable en matière de droit d'auteur.

## Original vs copie
La notion d'original s'oppose à la notion de copie. En droit de la preuve, les critères d'originalité peuvent différer d'un pays à l'autre ou d'une discipline à l'autre : originalité de la signature ou originalité du support.

## Sources
- (en) Cet article est partiellement ou en totalité issu de l’article de Wikipédia en anglais intitulé « Originality » (voir la liste des auteurs).